# Maria Schayer-Gorska

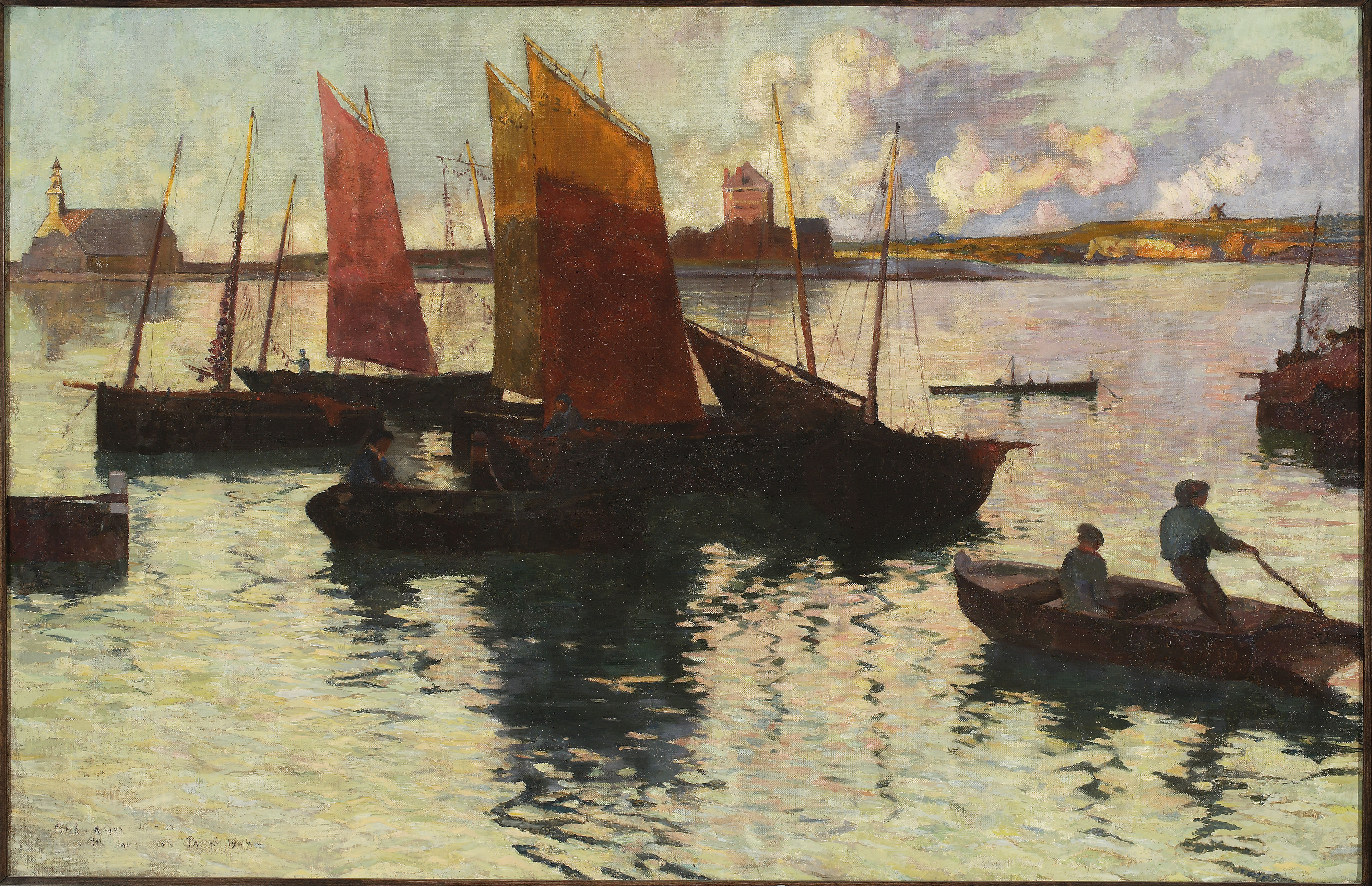
Żaglówki i łodzie na rzece, 1904, Muzeum Narodowe w Warszawie

Maria Schayer-Gorska (ur. 3 września 1876 we Lwowie, zm. 1944 w Warszawie) – polska malarka. 

## Lata edukacji
Maria Schayer-Gorska była córką lwowskiego kupca i działacza społecznego Juliana Schayera, jej brat Lilian również był malarzem. Była osobą głuchoniemą. W latach 1884–1891 pobierała nauki w Zakładzie Głuchoniemych we Lwowie. W latach 1888–1889 i 1891–1894 studiowała malarstwo, rysunek i zdobnictwo we lwowskiej Szkole Przemysłowej pod kierunkiem Władysława Kłapkowskiego i Tadeusza Rybkowskiego. W 1894 roku otrzymała nagrodę za swoją pracę – malowany stolik, na wystawie na lwowskiej Powszechnej Wystawie Krajowej. W latach 1895–1898 pobierała nauki malarstwa w pracowniach Marcelego Harasimowicza i Aleksandra Augustynowicza. W 1900 wyjechała do Paryża, gdzie przez trzy kolejne lata uczęszczała na studia malarskie w paryskiej Académie de la Grande Chaumière. Z tego okresu pochodzą jej prace: pastele Japonka, Podlotek czytający, Dziewczyna z chryzantemami – wszystkie w 1902 roku zostały wysłane na wystawę Towarzystwa Przyjaciół Sztuk Pięknych we Lwowie. Ponadto podczas paryskich studiów Maria Schayer-Gorska namalowała kopię obrazu Leonarda da Vinci La Belle Ferronière a w latach 1903–1904 pastel Holenderka oraz kompozycje figuralne i pejzaże. 

## Działalność twórcza
W 1904 roku Maria Schayer-Gorska powróciła do Lwowa, gdzie udzielała lekcji rysunki i malarstwa. W 1909 roku wyszła za mąż za Wacława Światopełk-Gorskiego i przeprowadziła się do Warszawy. Po I wojnie światowej Gorska pracowała jako nauczycielka rysunku w warszawskim Instytucie Głuchoniemych. Do 1944 roku mieszkała w Warszawie; prawdopodobnie zginęła podczas powstania warszawskiego. W latach 1925–1939 była członkiem rzeczywistym TZSP. 
W pierwszych latach po powrocie do Lwowa Górska tworzyła prace na zamówienie, głównie portrety w oleju i pastelach m.in. Portret hrabiny Sz. (1905), Portret adm. Horowitza, Portret prof. Kazimierza Twardowskiego (olej, 1906). W 1905 roku namalowała cykl obrazów olejnych o tematyce szpitalnej: Klinika dr. Rydygiera we Lwowie, Sala kliniczna we Lwowie, Przy chorej.

## Wystawy
Od 1905 do 1908 oraz w 1910 roku Maria Schayer-Gorska wystawiała swoje prace w lwowskiej TPSP. Ponadto w 1907 roku wystawiała swoje prace powstałe w okresie paryskim i w Normandii. W 1917 roku na lwowskiej wystawie został sprzedany jej obraz pt. Paryż ofiarowany przez artystkę jako dar. Po I wojnie światowej, wystawiała swoje prace głównie w Towarzystwie Zachęty Sztuk Pięknych w Warszawie. Wraz z Marylą Szczytt-Lednicką jest współautorką projektu grobowca rodziny Lednickich na warszawskich Powązkach powstałego w 1925 roku. W 1933 uczestniczyła w wystawie zbiorowej prac artystów głuchoniemych zorganizowanej z okazji 50-lecia istnienia Towarzystwa Głuchoniemych „Opatrzność”. Do najlepszych jej prac zalicza się obraz pt. Kobieta idąca wystawiany na wystawie w lwowskiej TPSP w 1908 roku oraz obraz Przerwana modlitwa z 1916 wystawiany w TZSP. Jej obrazy Park w nocy (1904), Popiersie dziewczynki (1907) znajdują się w Muzeum Narodowym w Krakowie; obraz Żaglówki i łodzie na rzece (olej, 1904) znajduje się w Muzeum Narodowym w Warszawie.   
- 1894 Powszechna Wystawa Krajowa, Lwów
- 1900, 1902–1908 (1907–08 kolekcje prac) Towarzystwo Przyjaciół Sztuk Pięknych, Lwów
- 1910, 1917 Powszechna Wystawa Sztuki Polskiej, Lwów
- 1906–1907 Towarzystwa Przyjaciół Sztuk Pięknych, Kraków
- 1908–1909, 1912–1919, 1921, 1923–1933 (1927 kolekcja prac) Towarzystwo Zachęty Sztuk Pięknych, Warszawa
- 1923 Instytut Głuchoniemych i Ociemniałych, Warszawa
- 1932 dom towarowy braci Jabłkowskich, Warszawa
- 1934 Nowy Salon Sztuki

- 1914 Sosnowiec
- 1914 Wilno
- 1913 Moskwa

## Obrazy

### Portrety
- Portret dziecka w fotelu 1900;
- Portret p. S.K., 1904;
- Portret Pani H, 1904;
- Portret Lalusia, 1904;
- Dziewczynka, 1904;
- Dama w czarnej sukni, pastel, 1905;
- Portret własny, pastel, 1905;
- Moja siostra 1905;
- Portret W.S., 1906;
- Łowiczanka, Sanitariuszka, 1916;

### Sceny figuralne
- W kąpieli, 1904;
- Przed modlitwą 1924;

### Pejzaże
- Ogród luksemburski, 1906
- Szkice z Poronina I–IV, 1906;
- Lasek, 1908
- Z Mikulczyna, 1910
- Z Zimnej Wody, 1910
- Z Bojanowa, 1910
- Dwór w Świnicach 1927
- Stara kapliczka w Lubelskim, 1927